# Pirateria a Somàlia

Atacs al mar d'Aràbia. Situació fins al 2010.

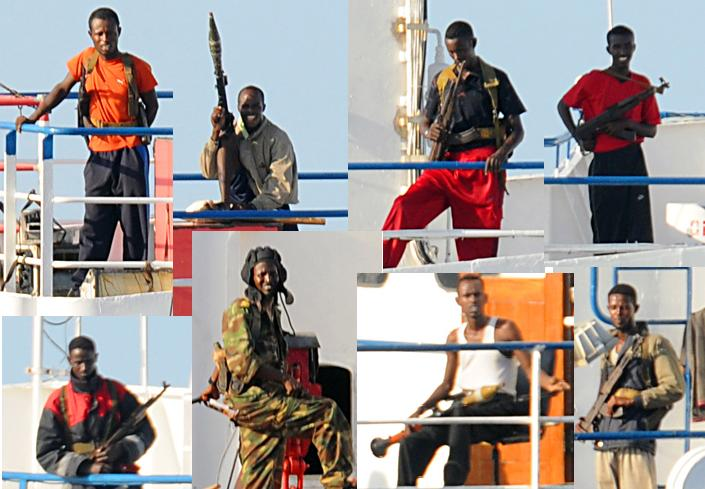
Fotos de pirates somalians, durant un atac.

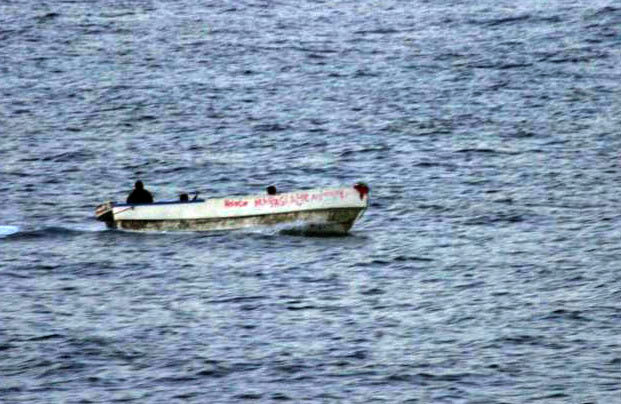
Un vaixell utilitzat per la pirateria, el 2006.

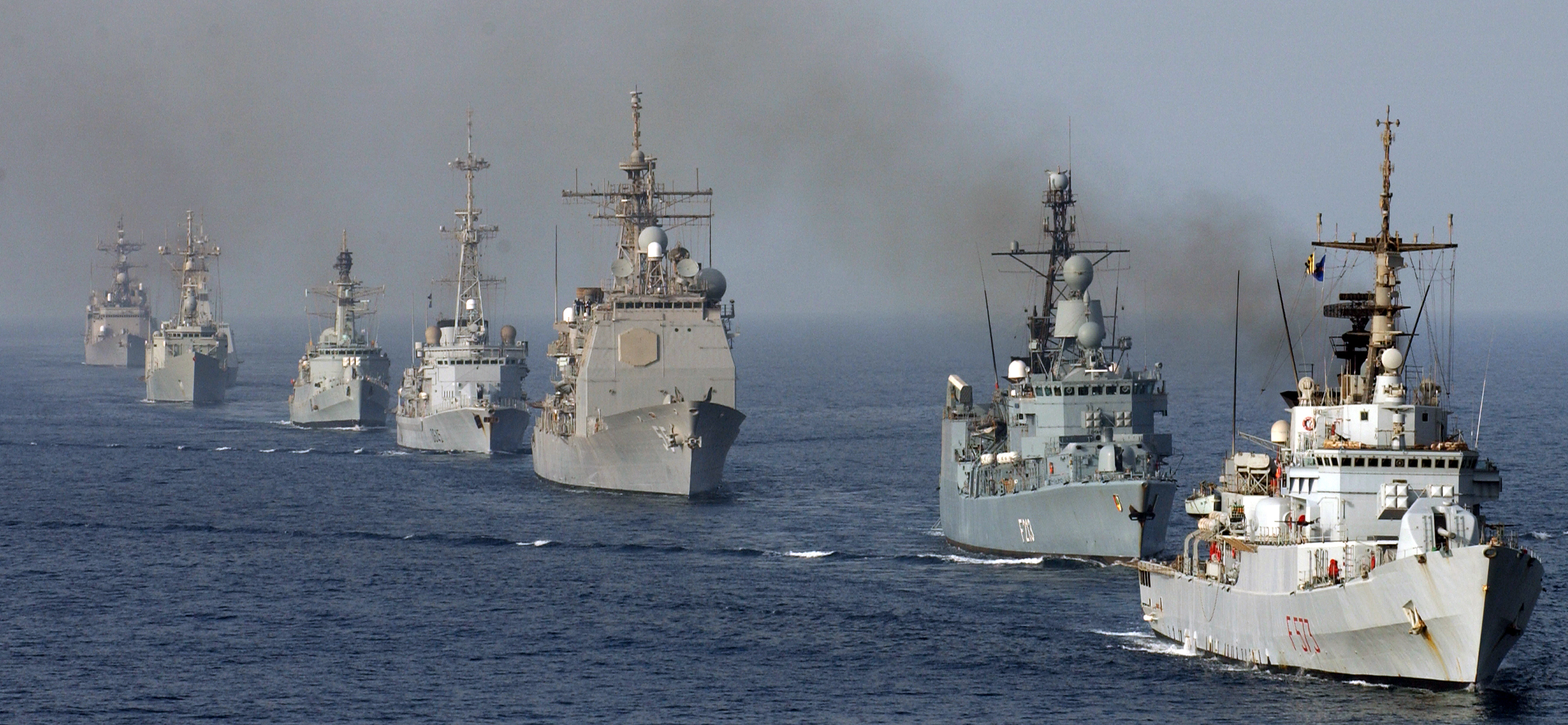
La força international "CTF-150" el 2006, patrullant diversos mars de la regió.

La pirateria marítima a Somàlia, a l'oceà Índic, es va convertir a un grau problema regional a la fi del segle xx. La Somàlia té una llarga costa a la regió de la Banya d'Àfrica, prop de les rutes marítimes entre la Mediterrània i l'Àsia (a través del canal de Suez), i l'Àfrica oriental. La pirateria a la regió —que forma part de la pirateria marítima moderna— es beneficia de l'absència d'una policia efectiva, a causa de la desintegració del país a les últimes dècades del segle xx.
La pirateria a Somàlia ha tocat diversos tipus de vaixells, d'una multitud de països. Estan inclosos creuers de luxe, vaixells de càrrega i pesquers d'origen europeu. Una força internacional ha patrullat la costa de Somàlia des de 2008 i les patrulles dels socis internacionals gairebé han aturat la pirateria.

## Història

### Orígens
Durant la desintegració de Somàlia als anys 1980 i 1990, va aparèixer diversos entitats regionals —ningú amb capacitat de formar relacions internacionals i regionals estables. L'absència d'una Guàrdia costanera va fer possible una pesca il·legal de gran pesquers d'altres països. La pobresa de la regió —i l'absència de cossos de policia— van facilitar la transformació de grups de pescadors, milicians locals i joves sense feina als grups de pirateria. L'objectiu va ser el segrest de vaixells, per exigir rescat.

### Dècada del 2000
Durant la primera dècada del segle xxi la pirateria a la regió va experimentar un augment preocupant, i el 2008 40 gran vaixells van ser segrestats només al golf d'Aden. Per conseqüència, el mateix any l'Otan va desplegar una flota antipirateria per combatre el problema. La pirateria al golf d'Aden va assolir el seu màxim entre 2008 i 2009 amb segrests i violència i cars rescats cars pagats a grups criminals.

#### Exemples de pirateria
- 5 de novembre del 2005, creuer de luxe Seabourn Spirit
- 16 de gener del 2006, Safina al-Birsarat (Índia); els pirates foren interceptats pel destructor americà USS Winston S. Churchill, el [22 de gener], i es van rendir. Foren condemnats a Kenya a 7 anys de presó
- 18 de març del 2006, el creuer de guerra USS Cape St. George i el destructor USS Gonzalez s'enfronten a pirates
- 1 de juny del 2007, el vaixell de càrrega danès Danica White; fou interceptat el 3 de juny pel vaixell americà USS Carter Hall però es va escapar i el propietari va haver de pagar un rescat pels tripulants després de 83 dies de captivitat (1,5 milions de $)
- 28 d'octubre del 2007, vaixell de transport de productes químics japonès Golden Nori. Fou alliberat després de pagar rescat el 21 de desembre
- 29 d'octubre del 2007, vaixell de càrrega nord-coreà Dai Hong Dan; la tripulació va derrotar els pirates dels que un va morir i sis foren capturats; els mariners ferits (3) van rebre tractament al destructor americà USS James E. Williams.
- 1 de febrer del 2008, vaixell rus (propietat danesa) Svitzer Korsakov, prop d'Eyl. Alliberat a canvi de rescat de 700 mil $.
- 4 d'abril del 2008, creuer de luxe francès Le Ponent (sense passatgers però amb 30 tripulants); França va enviar el vaixell "Commandant Bouan" i Gran Bretanya el HMCS Charlottetown. El 12 d'abril foren alliberats després de pagar rescat i tot seguit soldats francesos van atacar als pirates a terra; sis pirates foren portats a França i jutjats el 13 d'abril per presa d'ostatges, segrest i robatori
- 20 d'abril del 2008, pesquer basc Playa de Bakio, a 400 km de la costa. Espanya va enviar la fragata "Méndez Núñez"; la tripulació fou alliberada el 26 d'abril, probablement després del pagament d'un rescat; el govern espanyol va negar el pagament per part seva i va dir que havia obtingut l'alliberament per medis diplomàtics
- 21 d'abril del 2008 – El vaixell de transport de bandera emiratí Al-Khaleej, prop de Bosaso. Les forces de seguretat de Puntland van atacar el vaixell el 22 d'abril i van capturar 7 segrestadors i en van matar un. Els capturats foren sentenciats a cadena perpètua.
- 17 de maig del 2008, el vaixell de bandera jordana "Victoria", contractat per una companyia emiratí, atacat a 56 km de la costa quan anava cap a Mogadiscio. La tripulació fou alliberada el 23 de maig, per motius desconeguts, i va poder seguir cap a Mogadiscio escortada per militars somalis. La Unió de Corts Islàmiques va atacar als pirates a Hobyo com a represàlia per l'atac i va matar a 4 pirates i en va capturar a 6.
- 24 de maig de 2008, vaixell contractat per una companyia holandesa però amb bandera d'Antigua i Barbuda, Amiya Scan, amb 4 russos i 4 filipins. Probablement es va demanar i pagar rescat
- 20 de juliol del 2008, vaixell de càrrega japonès Stella Maris, es va demanar rescat i probablement es va pagar
- Agost del 2008:
  - vaixell tailandès Thor Star
  - vaixell nigerià Yenegoa Ocean
  - Petrolier malai MISC Berhad
  - Petrolier japonès
  - Vaixell alemany amb bandera d'Antigua i Barbuda
  - Vaixell iranià
- El 10 de setembre fou alliberat un vaixell alemany segrestat el dia 24 d'agost, després de pagat rescat; el mateix dia fou atacat el vaixell de pesca basc Playa de Antzoras.

### Dècada del 2010
Durant la dècada del 2010 els atacs han disminuït, gràcies a l'Operació Escut de l'Oceà que va tenir lloc del 17 d'agost de 2009 al 15 de desembre de 2016 per iniciativa de l'Organització del Tractat de l'Atlàntic Nord (OTAN) a l'oceà Índic, el canal de Guardafui, el golf d'Aden i el mar d'Aràbia seguuint l'anterior Operació Protector Aliat de 2008. Per contra, les causes de la pirateria no s'han resolt.

### Dècada de 2020
Les patrulles dels socis internacionals gairebé van aturat la pirateria fins que el desembre de 2023, un mes després que els rebels houthis recolzats per l'Iran comencessin a atacar vaixells mercants, els pirates somalis van segrestar MV Ruen, un vaixell de càrrega de bandera maltesa de l'oceà Índic, suposant el primer segrest amb èxit d'un vaixell mercant des del 2017, i en 2024 tres vaixells van ser segrestats, dos més abordats i disparats, i tres intentats atacar, segons l'Oficina Marítima Internacional.